# Etiópia világörökségi helyszínei
Etiópia területéről eddig tizenkét helyszín került fel a világörökségi listára, hat helyszín a javaslati listán várakozik a felvételre.
| | Lalibela sziklába vájt templomai |
| 1978 |                                  |
| Kulturális (I)(II)(III) |                                  |
| Hivatkozás: 18 |                                  |
| Lalibela 2600 méter tengerszint feletti magasságban elhelyezkedő 12. századi monolitikus templomai egy kör alakú kunyhókkal beépített hagyományos falu közelében találhatók. A sziklatemplomokat Zagve-dinasztia legjelentősebb uralkodója Gebre Meszkel Lalibela korában faragták ki. A föld szintje alatt található tizenegy templom a Szubszaharai Afrika legfontosabb vallási jellegű épületei közé tartozik. A templomok elkészítése évtizedeken keresztül tartott, falaikat freskókkal díszítették, belsejükben feszületeket és kéziratokat őriznek. A sziklatemplomokat labirintusra emlékeztető alagutak kötik össze. A kopt szerzetesek lakta Lalibela kiemelkedő szerepet játszik az etióp kereszténység életében, jelenleg is nagyszámú zarándok és hívő keresi fel. A leghíresebb templomok a Bet Mariyam, Szűz Mária-templom a zarándokok legnépszerűbb célja, az öthajós Bet Medhane és a görög kereszt alaprajzú Bet Gíyorgis, a Szent György-templom. A többi etióp templomhoz hasonlóan rendelkeznek azoknak a kőtábláknak a másolataival, amelyeket a hagyomány szerint Mózes kapott a Sínai-hegyen. |                                  |

| | Simien Nemzeti Park |
| 1978 |                     |
| Természeti (VII)(X) |                     |
| Védett terület: 13 600 hivatkozás: 9 |                     |
| A Simien-hegységben található látványos hegycsúcsokat, szakadékokat és 1500 méter mélységet is elérő szurdokokat az Etióp magasföld több millió évig tartó eróziója hozta létre. Ezek fölé magasodik a Rasz Dasen, amely 4620 méteres magasságával Afrika negyedik legmagasabb hegycsúcsa. A hegyi fennsíkról elnevezett nemzeti park néhány rendkívül ritka állatfajnak ad otthont, mint a dzseládapávián, az etióp farkas vagy más néven abesszin róka és a kizárólag itt előforduló Abesszin kőszáli kecske. A nemzeti park 1996-ban felkerült a veszélyeztetett világörökségi helyszínek listájára mert a róka- és kecskeállomány a 20 illetve 250 egyedből álló a kritikus szint alá csökkent. A park területére ezenkívül veszélyt jelent az új települések megjelenésével járó élettércsökkenés is. |                     |

| | Fasil Ghebbi |
| 1979 |              |
| Kulturális (II)(III) |              |
| Hivatkozás: 19 |              |
| Fasil Ghebba erődített városa a modern etióp civilizáció egyik jelentős emléke. 2300 méter tengerszint feletti magasságban terül el a Simien-hegység lábánál. A 16. és a 17. században ez az erődítmény volt Fasilides király és utódainak székhelye. A 19. század végén az angol-egyiptomi uralom ellen szervezett Makdi-felkelés során súlyos károkat szenvedett. A település központi részét egy kilencszáz méter hosszú fallal vették körül, ezen belül számos középületet, magánrezidenciát, templomot és kolostort építettek. A templomok a jezsuita hittérítők tevékenységére emlékeztetnek. Az épületeken a hindu és arab jellegzetességeket később barokk elemekkel ötvözték, amelyeket a jezsuiták hoztak magukkal. A palotakörzet fő részei közé tartozik Fasilides király várkastélya, unokája, Nagy Iyasu palotája, Johannes császár könyvtára, Mentewab császárnő kastélya, valamint a „Császárnő fiának palotája”. A városfalon kívül egy fürdőt építettek, ami egy kétszintes pártázatos épület, téglalap alakú medencével. |              |

| | Akszúm |
| 1980 |        |
| Kulturális (I)(IV) |        |
| Hivatkozás: 15 |        |
| Akszúm romjai Etiópia északi határánál találhatók. A település a 10. századig az Akszúmi Királyság politikai és kulturális központja volt, és történelmének egyes szakaszaiban a legerősebb hatalomnak számított a Keletrómai Birodalom és Perzsia között. Gazdaságának alapját a kereskedelem biztosította. A környéken Ezana király uralkodása alatt a 4. században terjedt el a kereszténység. A város a 10. században hanyatlásnak indult, de szimbolikusan így is a birodalom fontos központja maradt, ezt jelzi, hogy később is itt koronázták meg az etióp uralkodókat. A települést már az i. sz. 1. században említik források, a területen látható romok az i. sz. 1. és 13. század közé datálhatók. A műemlékegyüttes monolitikus obeliszkekből, sztélékből, királyi sírokból és kastélymaradványokból áll. Leginkább figyelemre méltó a mintegy százharminc, trachitból faragott monolit, amelyek közül az egyik harminchárom méter magas volt, de napjainkra darabokra tört. A második legmagasabb oszlopot Mussolini idejében Rómába szállították és csak 2005 áprilisában került vissza eredeti helyére. A százötven tonnás, huszonnégy méter magas emlékmű Etiópia nemzeti szimbóluma. A feltételezések szerint a oszlopokat eredetileg többszintes „szellemházaknak” tekintették |        |

| | Az Avas folyó völgyének alsó szakasza |
| 1980 |                                       |
| Kulturális (II)(III)(IV) |                                       |
| Hivatkozás: 10 |                                       |
| Az Avas folyó völgyében található az afrikai kontinens egyik legjelentősebb ősrégészeti lelőhelye, ami az emberiség kialakulásának kulcsfontosságú szakaszára világít rá. A legrégebbi leletek kora eléri a négymillió évet. A feltárt maradványok jelentősen megváltoztatták az emberiség történetéről alkotott korábbi elképzeléseket. Az eddig talált legfontosabb lelet 1974-ben került elő, amikor rábukkantak az Australopithecus afarensis hominida maradványaira. Az antropológusoknak ebből sikerült egy akkor már felegyenesedve járó ember nagyjából teljes csontvázát rekonstruálni. Az ötvenkét csontdarabból álló lelet egy több mint 3 millió évvel ezelőtt élő nőé volt, akinek a tudósok a Lucy nevet adták. A híres hominida a modern embernek egy körülbelül egy méter magas, harminckilós, környezete által formált őse volt. Nemrég egy kislány csontmaradványai kerültek elő a területről, aki körülbelül 3,3 millió évvel ezelőtt élt a szavannás területen, ami akkor az emberelődökön kívül őslovak kardfogú tigrisek és orrszarvúak otthona is volt. |                                       |

| | Az Omo folyó völgyének alsó szakasza |
| 1980 |                                      |
| Kulturális (III)(IV) |                                      |
| Hivatkozás: 17 |                                      |
| A megközelítőleg nyolcszáz kilométer hosszú Omo folyó utolsó szakaszánál tárták fel az emberi tevékenységgel kapcsolatos legősibb emlékeket, valamint az emberiség evolúciójának kutatásában alapvető fontosságúnak számító leleteket. A tudósok egy része úgy véli, hogy több kultúra találkozott itt, amikor különféle etnikumú népcsoportok különböző irányból erre vándoroltak. A folyó alsó szakaszán a legrégebbi üledékrétegek kora négymillió éves, innen pliocén és pleisztocén kori állatok maradványai kerültek elő. A későbbi rétegekben már hominidák csontvázának darabjait is azonosították. Ezekben a rétegekben Australopithecus maradványokat találtak, korukat hárommillió évesre becsülik. Még későbbiek a Homo habilis által használt kőeszközök, amik hozzávetőlegesen két és fél millió évesek. A feltételezések szerint a területen már kétszázezer évvel ezelőtt is éltek a Homo sapiens faj egyedei. Az újabb felfedezések közül a legfontosabbak egy Homo erectus, egy Homo habilis és egy korai Homo sapiens csontvázának részei. |                                      |

| | Tiya romjai |
| 1980 |             |
| Kulturális (I)(IV) |             |
| Hivatkozás: 12 |             |
| A fővárostól mintegy száz kilométerre elterülő kevéssé ismert Tiya romjai egy jelenleg még nem pontosan datálható ősi etióp kultúra maradványai. A területen azonosított harminchat maradvány között harminckét 1-2 métere magas faragott sztélé található. A sztélék három kivételével egy 45 méter hosszú egyenes vonal mentén állnak. Az obeliszkszerű monolitok félkör, kúp valamint emberalakúak. A köveken található szimbólumokat nehéz megfejteni, a faragott díszítések többek között kardokat ábrázolnak és egy emberi alakot. Ezen kívül visszatérő elemek még a körök és a levélminták, amelyek valószínűleg valamilyen módon a temetési szertartásokhoz kapcsolódtak. A sztélék feltételezhetően sírkőként is funkcionáltak, ennek bizonyítéka, hogy a közelükben a kutatók számos sírt is feltártak. A tizennyolc és harminc év közötti halottakat embriótartásban felhúzott térdekkel temették el. A kövek korát eddig nem sikerült megállapítani, de az biztosnak tűnik, hogy ez a kultúra már időszámításunk előtt letűnt. |             |

| | Harar Jugol |
| 2006 |             |
| Kulturális (II)(III)(IV)(V) |             |
| Védett terület: 48 ha, hivatkozás: 1189 |             |
| Harar Jugol az iszlám központja a többségében keresztény Etiópiában. A szent városnak tekintett település az ország keleti részén terül el egy szavannás – sivatagos térségben, majdnem kétezer méteres tengerszint feletti magasságban. Szerkezetén afrikai és muszlim hatások figyelhetők meg és jellemző rá a keskeny sikátorok útvesztője, valamint házak kifelé zárt homlokzata. A várost a muszlimok a negyedik szent városnak tartják Mekka, Medina és Jeruzsálem után. Harar jelenlegi külsejét, mint iszlám város a 16. században nyerte el, területén nyolcvankét mecset és százkét szentély található. A mecsetek közül három a 10. században épült, a várost védő falakat a 13. és a 16. század között emelték. A városközpont hat kapun keresztül közelíthető meg. A ma látható épületek közül a leglátványosabbak a gazdag belső díszítéssel rendelkező lakóházak. A házak földszintjén az udvar mellett általában három helyiséget alakítottak ki. 1887-től újabb, indiai eredetű háztípus honosodott meg a településen, ez általában egyszerű, négyszögletes esetenként kétszintes házat jelent, az útra vagy a belső udvarra néző tornáccal. |             |

| | Konso kultúrtáj |
| 2011 |                 |
| Kulturális (III)(V) |                 |
| Védett terület: 23 000 ha, Hivatkozás: 1333 |                 |
| A Konso kultúrtáj egy 55 négyzetkilométeres terület a Konso fennsíkon, amelyre a teraszos földművelés és a megerősített települések jellemzők. A száraz, barátságtalan környezethez tökéletesen alkalmazkodó, 21 generációra, azaz több mint 400 évre visszanyúló életmódjuk hagyományai ma is élnek, és a mérnöki munka, a megosztott értékek, a közösségi összetartozás kiemelkedő példái. A terület fő jellegzetességei a kőfalakkal megtámasztott, földművelés alá vont teraszok, amelyek megóvják a talajt az eróziótól, a lehető legtöbb csapadékvizet gyűjtik össze és elvezetik a fölösleget. A falak esetenként elérhetik az ötméteres magasságot is. A magaslatokon álló településeket többszörös falgyűrűkkel vették körbe, a falakhoz helyben bányásztak építőanyagot. A falakon belül „morá”-nak nevezett területeket alakítottak ki, amelyek fontos szerepet játszanak a lakosok kulturális életében. Az erdős területeket temetőknek valamint gyógynövény gyűjtőhelynek hasznosítják. A sírok jelölésére az elhunytat karikatúraszerűen ábrázoló, fából faragott szobrokat (waka) készítenek. |                 |

| | Bale-hegység Nemzeti Park |
| 2023 |                           |
| Természeti (VII)(X) |                           |
| Védett terület: 215 000 ha, puffer zóna: 235 121 ha, hivatkozás: 111 |                           |
| A nemzeti park területét korábbi erőfeszítések eredményeként 2014-ben nyilvánították védett övezetté és ekkor jelölték ki határait is. Magába foglalja Afrika legnagyobb kiterjedésű 3000 méter fölötti alpesi élőhelyét gleccsertavakkal, vizes élőhelyekkel és lápvidékekkel. A fennsík fölé vulkáni gerincek és csúcsok tornyosulnak, köztük a 4377 méter magas Tullu Dimtu csúcs. A park más részein kiterjedt füves puszták találhatók különböző típusú erdők mellett. A hegység déli lejtői a körülbelül 1500 méter tengerszint feletti magasságban fekvő Harenna erdőben érnek véget, ez Etiópia második legnagyobb esőerdeje. A park több fontos folyó forrásvidéke, ezek több millió ember vízellátásáról gondoskodnak. A park és a környező területek rendkívül gazdag növény és állatvilággal rendelkeznek, köztük nagyszámú endemikus fajjal és olyan globálisan veszélyeztetett fajokkal is amelyeknek itt található az utolsó vadon élő populációja. |                           |

| | Gedeo kultúrtáj |
| 2023 |                 |
| Kulturális (III)(V) |                 |
| Védett terület: 29 620 ha, hivatkozás: 1641 |                 |
| A Gedeo kultúrtáj a Nagy-hasadékvölgy keleti szélén, az etióp magasföld meredek lejtőin fekszik és körülbelül negyedmillió ember otthona. A főleg mezőgazdasági hasznosítású terület többféle művelési módot tesz lehetővé. A nagy fák menedéket nyújtanak az abesszin banánnak, a fő élelmiszernövénynek, alatta kávét és más cserjéket termesztenek. A terület sűrűn lakott, de az itt élő gedeo népek összegyűjtött tapasztalatai és tudása lehetővé teszi a fenntartható erdőgazdálkodást. A gedeók Etiópia őslakosai és feltehetően már több ezer éve foglalkoznak abesszin banán termesztésével, viszont a szájhagyomány alapján valószínűsíthető, hogy valamikor az elmúlt két évezred során költöztek északról a délnyugati térségbe. A megművelt hegyoldalakon belül szent erdők terülnek el. Ezeket hagyományosan a helyi közösségek használják vallásos rituálékhoz. A hegygerincek mentén a gedeo népek által tisztelt megalitikus műemlékek sűrű csoportjai találhatók, ezeket a törzsek idősebb tagjai gondozzák. |                 |

| | Melka Kunture és Balchit őslénytani és régészeti lelőhelye |
| 2024 |                                                            |
| Kulturális (III)(IV)(V) |                                                            |
| Védett terület: ha, puffer zóna: ha, hivatkozás: 13 |                                                            |
| Az Avas folyó völgyének felső szakaszában található több részből álló helyszín őslénytani és régészeti lelőhelyek csoportjából áll. A megőrzött emlékek, köztük lábnyomok hominidák kétmillió évvel ezelőtti jelenlétét bizonyítják a területen. A 2000 - 2200 méter tengerszint feletti magasságban felfedezett lelőhelyekről jól datálható rétegekből vulkanikus kőből készült különböző eszközök mellett Homo erectus, Homo heidelbergensis és korai Homo sapiens maradványok kerültek elő. A leletek az emberi fejlődés négy szakaszából - olduvai kultúra, acheuli kultúra, a kőkorszak középső és késői szakasza - származnak. A vulkáni eredetű és üledékes közetek alatt megőrződött növény és állatfossziliák segítségével rekonstruálhatóvá vált a pleisztocén kori Etióp-magasföld hegyi ökoszisztémája és a hominidák alkalmazkodásának folyamata a magashegyi környezethez. |                                                            |